# Nele Bauwens
Nele Bauwens is een Belgische actrice, cabaretière en zangeres.
Samen met Dahlia Pessemiers stichtte Bauwens in 1999 De Alpenzusjes als afstudeerproject. Ze maakten samen verschillende voorstellingen. In 2009 maakte ze samen met Luc De Vos een productie voor hun tienjarig bestaan.
Daarnaast was ze actief als zangeres bij El Tattoo del Tigre en Hormonia. Haar pseudoniem in deze groep was Audrey Verpooten. De groep had enkele hits met Sex in de Nacht, Kevin en Gij Zijt nen John.

## Carrièreoverzicht

### Als actrice
- De Raf en Ronny Show (1998) - als Gerda
- Penalty (2000) - als Charlotte
- Spoed (2003) - als Nathalie
- Witse (2004) - als Charlotte Brabants
- De Wet volgens Milo (2005) - als Anette Denders
- Zone Stad (2005) - als Tess Verbesselt
- Flikken (2006) - als Maya Timmermans
- Wittekerke (2006) - als Billy
- Lili en Marleen (2006) - als mevrouw Grangard
- F.C. De Kampioenen (2006) - als fan van Marc
- Spoed (2007-2008) - als Anne-Sophie De Maeyer
- Happy Singles (2008) - als Marianne
- Aspe (2008) - als Femke Maremans
- Vermist (2008) - als buurvrouw
- F.C. De Kampioenen (2009) - als Ramona Snelders
- Code 37 (2009) - als Iris De Ceuster
- Dag & Nacht: Hotel Eburon (2010) - als Alicia
- Witse (2010) - als Sylvia Cuypers
- Aspe (2011) - als Kelly Boonen
- Vermist IV (2012) - als Sofie Schotte
- Zone Stad (2013) - als Linda
- Binnenstebuiten (2013) - als Ria
- Aspe (2014) - als Denise Cammens
- Deadline 25/5 (2014) - als Gaby Beckx
- Professor T. (2015) - als Jasmine Vermeire
- Coppers (2016) - als Saskia Nackaerts
- Vermist (2016) - als Debbie
- De twaalf (2019) - als Tessa
- Milo (2024)